# Amietophrynus asmarae
The Asmara Toad (Amietophrynus asmarae) là một loài cóc thuộc họ Bufonidae.
Loài này có ở Eritrea và Ethiopia.
Môi trường sống tự nhiên của chúng là xavan khô, đồng cỏ khô nhiệt đới hoặc cận nhiệt đới vùng đất thấp, và subtropical hoặc tropical high-altitude vùng đồng cỏ.
Chúng hiện đang bị đe dọa vì mất nơi sống.